# Castello di Alpicella
Das Castello di Alpicella, auch Castello delle Alpicelle, war eine mittelalterliche Burg in der Nähe des Ortsteils Alpicella der Gemeinde Calestano in der italienischen Region Emilia-Romagna. Heute gibt es sie nicht mehr.

## Geschichte
Das erste Zeugnis der Existenz einer Burg in Alpicella stammt aus dem Jahr 1247. Damals wurde das Herrenhaus, das Giacomo de' Rossi aus Berceto gehörte, ohne Erfolg von den Truppen des Kaisers des Heiligen Römischen Reiches, Friedrich II., angegriffen.
Zwei Jahre später schenkte die Stadt Parma die Festungsanlage, zusammen mit denen von Calestano, Marzolara und Vigolone dem Grafen von Lavagna, Alberto Fieschi.
1267 zerstörten die guelfischen Truppen der Stadt Parma das von den Ghibellinen besetzte Herrenhaus.
1275 benannte der Kardinal Ottobono Fieschi, der spätere Papst Hadrian V., seinen Bruder Percivalle als Erben dieser Gebiete.
1297 verfügte die Stadt Parma, dass in Alpicella keinerlei Verteidigungsbauwerke mehr aufgebaut werden dürften.
Nach dem Tod von Percivalle 1290 fiel die Burg an die Neffen Luca, Carlo und Ottobono des Familienzweiges von Torriglia, die 1313 offiziell vom Kaiser des Heiligen Römischen Reiches, Heinrich VII., damit belehnt wurden.
1650 verkauften Carlo Leone und Claudio Fieschi die Lehen von Calestrano, Marzolara, Vigolone und Alpicella mit den Herrenhäusern und allem Zubehör an Graf Camillo Tarasconi.
Später verfiel die aufgegebene Burg, bis sie vollständig verschwunden war.